# Gross Glienicke
Gross Glienicke (tysk stavning: Groß Glienicke) är en tidigare ort i landskapet Havelland i Tyskland som sedan 1945 är administrativt delad i två delar: den västra utgör en stadsdel i staden Potsdam i förbundslandet Brandenburg och den östra utgör ett bostadsområde i stadsdelen Kladow i stadsdelsområdet Spandau i Berlin. År 2012 hade stadsdelen i Potsdam 4 116 invånare och bostadsområdet i Berlin 3 172 invånare.

## Historia

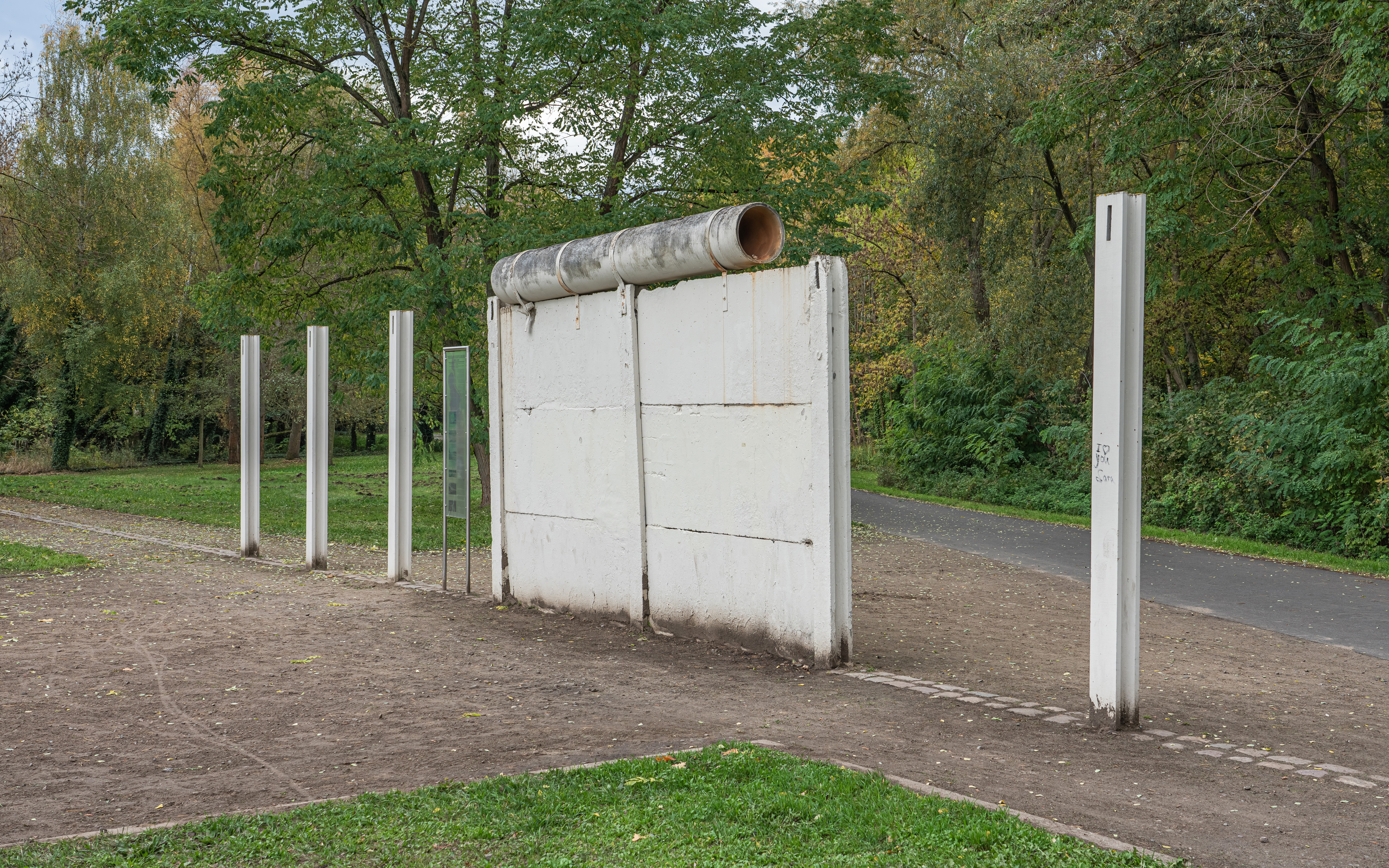
Rester av Berlinmuren i herrgårdsparken.

Groß-Glienickes herrgård omkring 1860, ur Alexander Dunckers utgåva

Byn Gross Glienicke omnämns första gången i ett dokument från 1267. Bykyrkan uppfördes under 1200-talet och 1300-talet, och huvuddelen av inredningen är från slutet av 1600-talet. Från 1572 till 1788 var adelsfamiljen von Ribbeck godsherrar på byns herrgård. I början av 1900-talet lät familjen Wollank uppföra en ny herrgård i historicistisk stil. Familjen tvingades sälja godset 1938 och herrgården brann ned 1945.
På grund av att Gatows flygplats delvis hamnade på gränsen mellan den brittiska ockupationszonen i Västberlin och den sovjetiska ockupationszonen i vad som senare blev Östtyskland, genomfördes 1945 en omdragning av Berlins stadsgräns i området som ledde till att den östra delen av Gross Glienicke administrativt tillföll den brittiska sektorn i Västberlin. I utbyte knoppades de västra delarna av Berlinstadsdelen Staaken av från Berlin och tillföll den sovjetiska zonen. Gross Glienicke kom genom den nya gränsdragningen att delas av Berlinmuren mellan 1961 och 1989 och är fortfarande efter Berlinmurens fall delat mellan förbundsländerna Berlin och Brandenburg. Den västra delen av Gross Glienicke återstod som självständig kommun i Bezirk Potsdam under DDR-tiden och förblev administrativt självständig fram till 2003, då den uppgick i staden Potsdam.

## Sevärdheter
- Bykyrkan
- Herrgårdsparken. I parken finns en kort rest av Berlinmuren bevarad.